# Marie Gabriele in Bayern

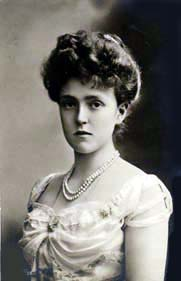
Marie Gabriele in Bayern, um 1900

Marie Gabriele Herzogin in Bayern (* 9. Oktober 1878 in Tegernsee; † 24. Oktober 1912 in Sorrent, Italien; vollständiger Name Marie Gabriele Mathilde Isabelle Therese Antoinette Sabine) war eine bayerische Prinzessin und durch Heirat letzte bayerische Kronprinzessin.

## Leben

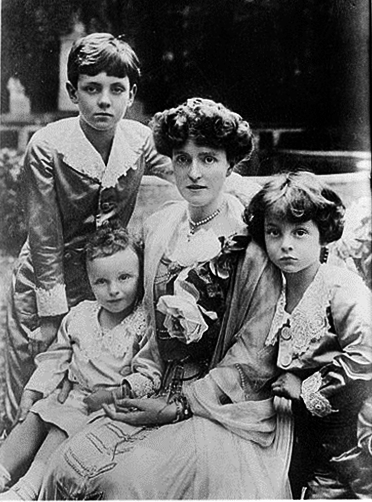
Prinzessin Marie Gabriele von Bayern mit ihren drei Söhnen Luitpold, Albrecht und Rudolf (1912)

Marie Gabriele wurde als dritte Tochter von Herzog Carl Theodor in Bayern und dessen zweiter Gemahlin Maria José von Portugal geboren. Väterlicherseits war sie eine Nichte der Kaiserin Elisabeth von Österreich-Ungarn (Sisi). Sie wuchs mit zwei Schwestern und zwei Brüdern hauptsächlich in Possenhofen auf und verlebte eine glückliche Kindheit. Die Prinzessin wurde sehr schlicht erzogen, doch insbesondere ihr Vater, der sich als Augenarzt einen Namen machte, förderte früh ihre künstlerische Neigung im Zeichnen.
Sie heiratete den Kronprinzen Rupprecht von Bayern, Sohn des Königs Ludwig III. von Bayern und der Erzherzogin Maria Theresia von Österreich-Este, am 10. Juli 1900 in München. Nach der Hochzeit ließ sich das Paar in Bamberg nieder. Es reiste oft. So begaben sich Marie Gabriele und ihr Gemahl 1903 auf eine Tour, die sie u. a. nach Indien, China und Japan führte; sie kehrten über die Vereinigten Staaten zurück. Die Reise war wissenschaftlicher Natur und das Paar wurde von einem bekannten Professor der Universität München begleitet. In Japan erkrankte Marie Gabriele jedoch ernstlich, wurde nach ihrer Rückkehr nach Bayern wegen einer Blinddarmentzündung operiert und genas wieder vollständig.
Marie Gabriele trafen viele Schicksalsschläge. Im Jahre 1903 starb ihre Tochter Irmingard mit gerade sieben Monaten an Diphtherie. Im selben Jahr wurde sie erneut schwanger, das kleine Mädchen kam jedoch als Totgeburt zur Welt. Kurz vor ihrem Tod starb der jüngste Sohn Rudolf an einem diabetischen Schock. Nach dem Ausbruch des Ersten Weltkrieges erkrankte der älteste Sohn Luitpold an Polio und starb mit nur 13 Jahren. Nur ihr Sohn Albrecht erreichte das Erwachsenenalter.
Marie Gabriele starb im Oktober 1912 mit 34 Jahren in Sorrent an einem Nierenleiden. Sie wurde in der Gruft der Theatinerkirche in München bei ihren verstorbenen Kindern beigesetzt.
1914 wurde ihr zu Ehren das Prinzessin-Rupprecht-Heim in Swakopmund benannt.

## Nachkommen
- Luitpold (* 8. Mai 1901; † 27. August 1914), getauft Luitpold Maximilian Ludwig Karl von Bayern
- Irmingard (* 21. September 1902; † 21. April 1903), getauft Irmingard Maria Therese José Cäcilia Adelheid Michaela Antonia Adelgunde von Bayern
- Tochter (*/† 1903)
- Albrecht (* 3. Mai 1905; † 8. Juli 1996), getauft Albrecht Luitpold Ferdinand Michael von Bayern
- Rudolf (* 30. Mai 1909; † 26. Juni 1912), getauft Rudolf Friedrich Rupprecht von Bayern